# Anton Moisescu
Anton Moisescu (n. 12 februarie 1913, Umbrărești, Galați, România – d. 2002, București, România) a fost un politician comunist român.
În anul 1932 a devenit membru al Partidului Comunist din România. În perioada 5 martie 1952 - 23 mai 1953 a fost președinte al Băncii de Stat a Republicii Populare Române. Anton Moisescu a fost deputat în Marea Adunare Națională în perioada 1952-1975.
A fost membru al CC al PMR/PCR (1955-1969), ministru plenipotențiar în SUA (1954-1956) și Argentina (1956-1957), secretar al Consiliului Central al Sindicatelor (din 1957), iar între 1962-1971 a fost președintele Societății Crucea Roșie.

## Distincții
- Medalia „A cincea aniversare a Republicii Populare Române” (24 decembrie 1952) „pentru lupta și munca duse în vederea făuririi, consolidării și prosperării Republicii Populare Române”[4]
- Ordinul „Steaua Republicii Populare Romîne” clasa a III-a (21 august 1954) „pentru merite deosebite pe tărîmul construcției de stat, economice, sociale și culturale, cu ocazia celei de a zecea aniversări a eliberării patriei noastre”[5]
- Ordinul „Apărarea Patriei” clasa a II-a (30 decembrie 1957) „cu ocazia celei de a zecea aniversări a proclamării Republicii Populare Romîne și pentru merite deosebite în îndeplinirea sarcinilor date de Partidul Muncitoresc Romîn, pentru merite deosebite pe tărîmul construcției de stat, economice, sociale, culturale și obștești”[6]
- Ordinul „23 August” clasa a III-a (12 august 1959) „pentru îndelungată activitate în mișcarea muncitorească, pentru contribuția activă la răsturnarea dictaturii militaro-fasciste și instaurarea regimului democrat-popular, pentru merite deosebite în opera de construire a socialismului”[7]
- Medalia „40 de ani de la înființarea Partidului Comunist din Romînia” (6 mai 1961) „pentru activitate îndelungată în mișcarea muncitorească și merite în opera de construire a socialismului”[8]
- Ordinul Muncii clasa I (15 februarie 1963) „pentru activitate îndelungată în mișcarea muncitorească și merite în opera de construire a socialismului, cu prilejul împlinirii a 50 de ani de la naștere”[9]
- Ordinul „Tudor Vladimirescu” clasa a III-a (30 aprilie 1966) „cu prilejul celei de-a 45-a aniversări de la înființarea Partidului Comunist din România, pentru îndelungată activitate în mișcarea muncitorească și merite deosebite în opera de construire a socialismului”[10]
- Ordinul „Apărarea Patriei” clasa a II-a (4 mai 1971) „cu prilejul aniversării a 50 de ani de la constituirea Partidului Comunist Român, [...] pentru activitate îndelungată în mișcarea muncitorească și merite deosebite în opera de construire a socialismului”[11]